# فريتز بيترسون
فريتز بيترسون (بالإنجليزية: Fritz Peterson)‏ هو لاعب كرة قاعدة أمريكي، ولد في 8 فبراير 1942 في شيكاغو في الولايات المتحدة.